# Campeonato de Francia de Rugby 15 1951-52
El Campeonato de Francia de Rugby 15 1951-52 fue la 53.ª edición del Campeonato francés de rugby.
El campeón del torneo fue el equipo de FC Lourdes quienes obtuvieron su segundo campeonato.

## Desarrollo

### Segunda Fase
| - Mont-de-Marsan - Bègles - Bayonne - Dax - Lourdes - Castres - Soustons - Montauban | - Perpignan - Montferrand - Grenoble - Roanne - Toulouse - Pau - Biarritz - Graulhet |

| - Narbonne - Béziers - Albi - Le Creusot - Paris Université Club - Agen - Cognac - Stadoceste | - Périgueux - Mazamet - Niort - La Rochelle - Vichy - Toulon - Romans - Vienne |

### Octavos de final
| 1952 | Lourdes | 11 - 3 | Paris Université Club |  |  |

| 1952 | Vichy | 14 - 14 | Béziers |  |  |

| 1952 | Mont-de-Marsan | 5 - 0 | Toulouse |  |  |

| 1952 | Castres | 3 - 0 | Narbonne |  |  |

| 1952 | Perpignan | 12 - 5 | Begles |  |  |

| 1952 | Montferrand | 0 - 3 | Périgueux |  |  |

| 1952 | Agen | 9 - 3 | Toulon |  |  |

| 1952 | Pau | 11 - 3 | Mazamet |  |  |

### Cuartos de final
| 1952 | Lourdes | 12 - 9 | Vichy |  |  |

| 1952 | Mont-de-Marsan | 12 - 8 | Castres |  |  |

| 1952 | Perpignan | 5 - 0 | Périgueux |  |  |

| 1952 | Agen | 8 - 0 | Pau |  |  |

### Semifinal
| 1952 | Lourdes | 10 - 0 | Mont-de-Marsan |  |  |

| 1952 | Perpignan | 11 - 8 | Agen |  |  |

### Final
| 4 de mayo de 1952 | FC Lourdes | 20 - 11 | Perpignan | Stade de Toulouse, Toulouse |  |
|                   |            | Reporte |           |                             |  |

| Bandera de Francia |
| Campeón FC Lourdes |
| Segundo título     |